# Kirka

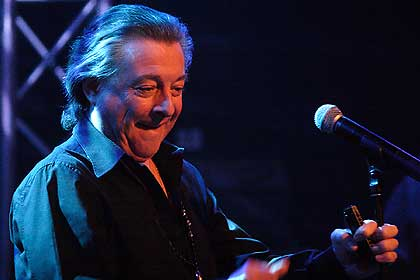
Kirka

Kirka, artiestennaam van Kirill Babitzin (Helsinki, 22 september 1950 - aldaar, 31 januari 2007) was een Finse zanger die tot de populairste zangers van zijn land behoorde.
Als derde zoon uit een immigrantenfamilie begon zijn muzikale carrière toen zijn grootmoeder hem een accordeon cadeau gaf toen hij 5 jaar was. Op 10-jarige leeftijd won hij een accordeonwedstrijd, maar later koos hij resoluut voor rock-'n-rollmuziek. Zijn eerste band was The Creatures waar hij ook zijn artiestennaam Kirka koos.
Bij de band The Islanders had hij zijn doorbraak in 1967. In 1978 bracht hij een album uit met zijn zus Anna. Ook zijn zus Muska zou nog met hem zingen.
Op het Eurovisiesongfestival 1984 werd hij 9de voor Finland met het lied Hengaillaan. Dit was een uitstekend resultaat voor Finland, want het land scoorde tot voor kort nooit hoog. Het was niet zijn eerste poging om zijn land te vertegenwoordigen, hij nam ook deel aan de nationale preselecties van '72, '74, '75, '76, '79, '80 en '83.
Hij kreeg tweemaal de Emma-award voor beste zanger, in 1981 en 2000. Kirka zei dat hij muziek zou blijven maken tot z'n 60ste. Dat haalde hij echter niet, hij overleed plotseling op 56-jarige leeftijd.